# Morfu
Morfu (em grego:  Μόρφου) é uma cidade localizada no distrito de Nicósia, Chipre do Norte. Com população de 	18,946 habitantes pelo census de 2011.